# Jesus Christ Superstar
Jesus Christ Superstar je rocková opera, kterou složil Andrew Lloyd Webber a otextoval Tim Rice. Do češtiny libreto přeložil Michael Prostějovský.
Toto dílo vzniklo v roce 1969. Vypráví příběh posledního týdne života Ježíše Krista od jeho příchodu do Jeruzaléma až do jeho ukřižování. Příběh je poměrně kontroverzní, a to zejména proto, že je vyprávěn z perspektivy Jidáše Iškariotského.
Protože producenti měli strach z reakce věřících a církve, vydali nejprve v roce 1970 písně z muzikálu jako konceptuální album. Po jeho úspěchu byl muzikál v roce 1971 uveden živě na Broadway a o rok později v londýnském West Endu.
V roce 1973 byl podle muzikálové předlohy rovněž film, kde některé role hráli zpěváci z původního alba či Broadwayské inscenace. V roce 2000 byl také natočen televizní film.

## Děj
Poznámka: Názvy hudebních čísel v této a následující kapitole vycházejí z překladu Michaela Prostějovského.
Děj muzikálu začíná v Betánii Jidášovým nátlakem na Ježíše před příchodem Ježíše a jeho učedníků do Jeruzaléma. Jidáš nechápe, čeho chce Ježíš dosáhnout, a tuší, že přichází konec. Napětí je cítit i mezi ostatními učedníky a zatímco Marie Magdalena pomazává Ježíše vonnou mastí (Mt 26, 6–7), Jidáš se s ním pře mj. o hříchu a odpuštění. Ježíš se blíží k Jeruzalému, kde velekněží docházejí k názoru, že by měl zemřít. Ježíš pak slavnostně vstupuje do města a dav provolává Hosanna (Lk 19, 36–38). Kaifáš žádá Ježíše, aby dav zklidnil (Lk 19, 39). Jeden z Ježíšových učedníků, Šimon Zélótes, a s ním celý dav, žádají Ježíše, ať se ujme vlády a spolu s nimi se postaví Římu, ten to však odmítá. Pilátu Pontskému se zatím zdá o Ježíši sen (Mt 27, 19). Ježíš v Jeruzalémě vstupuje do chrámu a vyhání odtud překupníky, potom se k němu obrací veliký dav nemocných, on však nemá sílu je všechny uzdravit; Marie Magdalena ho pak ukládá ke spánku. Jidáš jde za kněžími a prozradí jim, že Ježíš bude ve čtvrtek v noci sám v zahradě getsemanské; od kněží dostává za tuto informaci peníze.
Druhá část muzikálu začíná poslední večeří. Při ní Ježíš překvapeným učedníkům oznamuje, že ho jeden z nich zradí a druhý zapře. Jidáš se s ním opět dá do sporu a odejde od nich. Po večeři, zatímco ostatní učedníci spí, se Ježíš modlí v zahradě getsemanské a žádá Otce, aby ho zbavil nutnosti své oběti, končí však slovy „děj se vůle tvá“. V tom přichází Jidáš a líbá Ježíše, aby stráž poznala, koho mají odvést. Ježíš je zatčen a předveden před Kaifáše. Šimon Petr jde za ním, ale třikrát ho zapře, když se ho tři různí lidé po sobě ptají, jestli nezná Ježíše či jestli k němu nepatří. Ježíš je předveden před Piláta, ten ho ale nechce soudit a předává ho Herodovi, ten po něm chce předvést nějaký zázrak, Ježíš ale mlčí a tak ho Herodes předává zpět před Piláta. Jidáš poté vrací peníze kněžím a v zoufalství si bere život. Kaifáš žádá po Pilátovi pro Ježíše smrt, ten s ním mluví, konstatuje, že „nespáchal nic, zač by trest ukládal“, nakonec ho ale pod nátlakem zfanatizovaného davu dává zbičovat. Ani pak ale Ježíšovi nerozumí a odsuzuje ho k smrti. V tom přichází opět Jidáš a ptá se Ježíše, zda měla jeho smrt smysl. Ježíš je pak ukřižován.

## Hlavní role
| role              | hlas                 | album          | první inscenace | film (1973)    | české album (1994) |
| ----------------- | -------------------- | -------------- | --------------- | -------------- | ------------------ |
| Ježíš Kristus     | tenor (A2–G5)        | Ian Gillan     | Jeff Fenholt    | Ted Neeley     | Kamil Střihavka    |
| Jidáš Iškariotský | tenor (D3–D5)        | Murray Head    | Ben Vereen      | Carl Anderson  | Dan Bárta          |
| Marie Magdalena   | mezzosoprán (F3–E♭5) | Yvonne Elliman | Yvonne Elliman  | Yvonne Elliman | Bára Basiková      |
| Pilát Pontský     | baritenor (A2–B♭4)   | Barry Dennen   | Barry Dennen    | Barry Dennen   | Aleš Brichta       |
| Kaifáš            | bas (C♯2–F4)         | Victor Brox    | Bob Bingham     | Bob Bingham    | Jiří Schoenbauer   |
| Annáš             | kontratenor (G2–D5)  | Brian Keith    | Phil Jethro     | Kurt Yaghjian  | Jindřich Vobořil   |
| Petr              | baryton (A2–G4)      | Paul Davis     | Michael Jason   | Philip Toubus  | Miroslav Mokoš     |
| Šimon Kananejský  | tenor (G3–B4)        | John Gustafson | Dennis Buckley  | Larry Marshall | Martin Skala       |
| Héródés Antipas   | baryton (C♯3–G4)     | Mike d'Abo     | Paul Ainsley    | Josh Mostel    | Bohouš Josef       |

## Hudební čísla

### První jednání
- Předehra (Overture) – orchestr
- Jak ze sna procitám (Heaven on Their Minds) – Jidáš
- Proč ten shon (What's the Buzz?) – apoštolové, Ježíš, Marie Magdalena
- Divná mystifikace (Strange Thing Mystifying) – Jidáš, Ježíš, apoštolové
- Zemřít by měl (Then We Are Decided) – Kaifáš, Annáš
- Vše je tak, jak má být (Everything's Alright) – Marie Magdalena, ženy, Jidáš, Ježíš
- Zemřít by měl (This Jesus Must Die) – Kaifáš, Annáš, dav (apoštolové), tři kněží
- Hosanna (Hosanna) – dav (apoštolové), Kaifáš, Ježíš
- Šimon Zélótes (Simon Zealotes) – dav, Šimon
- Ubohý Jeruzalém (Poor Jerusalem) – Ježíš
- Pilátův sen (Pilate's Dream) – Pilát
- V chrámu (The Temple) – sbor (kupčíci), Ježíš, sbor (ubožáci)
- Vše je tak, jak má být II (Everything's Alright (Reprise)) – Marie Magdalena, Ježíš
- Co na tom je tak zlého (I Don't Know How to Love Him) – Marie Magdalena
- Zavržen na věky věkův (Damned for All Time) – Jidáš
- Peníze zkropené krví (Blood Money) – Annáš, Kaifáš, Jidáš, sbor

### Druhé jednání
- Poslední večeře (The Last Supper) – apoštolové, Ježíš, Jidáš
- V zahradě getsemanské (Děj se vůle tvá...) (Gethsemane (I Only Want to Say)) – Ježíš
- Zajetí (The Arrest) – Jidáš, Ježíš, Petr, apoštolové, dav, Kaifáš, Annáš
- Petrovo zapření (Peter's Denial) – žena (služka) u ohně, Petr, voják, stařec, Marie Magdalena
- Kristus před Pilátem (Pilate and Christ) – Pilát, voják, Ježíš
- Hosanna (Hosanna (Reprise)) – sbor
- Song krále Heroda (Herod's Song (Try It And See)) – Herodes
- Vše psát od prvních řádků (Could We Start Again Please?) – Marie Magdalena, apoštolové, Petr
- Jidášova smrt (Judas' Death) – Jidáš, třetí kněz, Annáš, Kaifáš, sbor
- Pilátův soud (včetně 39 ran bičem) (Trial Before Pilate (Including the Thirty-Nine Lashes)) – Pilát, Kaifáš, Ježíš, dav
- Superstar (Superstar) – Jidáš, soul girls, sbor
- Ukřižování (The Crucifixion) – Ježíš
- Jan 19, 41 (John Nineteen: Forty One) – orchestr

## Muzikál
První z celého muzikálu vznikla skladba Superstar (říjen 1969), která se z celé stavby mírně vymyká a námět aktualizuje pro 20. století. V roce 1969 ji nazpíval Murray Head a vyšla na singlu. Tato první skladba nakonec dala celému muzikálu i jméno, když se pracovní název „Christ“ nebo „Jesus Christ“ spojil s názvem singlu. V říjnu 1970 pak vyšel celý muzikál na 2LP deskách v Británii a velmi brzy poté i ve Spojených státech. Teprve poté vzniklo jevištní nastudování, premiéru mělo 12. června 1971 ve Spojených státech, neboť zde mělo album větší úspěch. Napřed proběhlo turné a pak se muzikál usadil na Broadwayi (premiéra 12. října 1971). V roce 1971 měl Jesus Christ Superstar ještě premiéru ve Vilniusu a Budapešti, 9. srpna 1972 pak v Londýně.

### Výběrový seznam inscenací

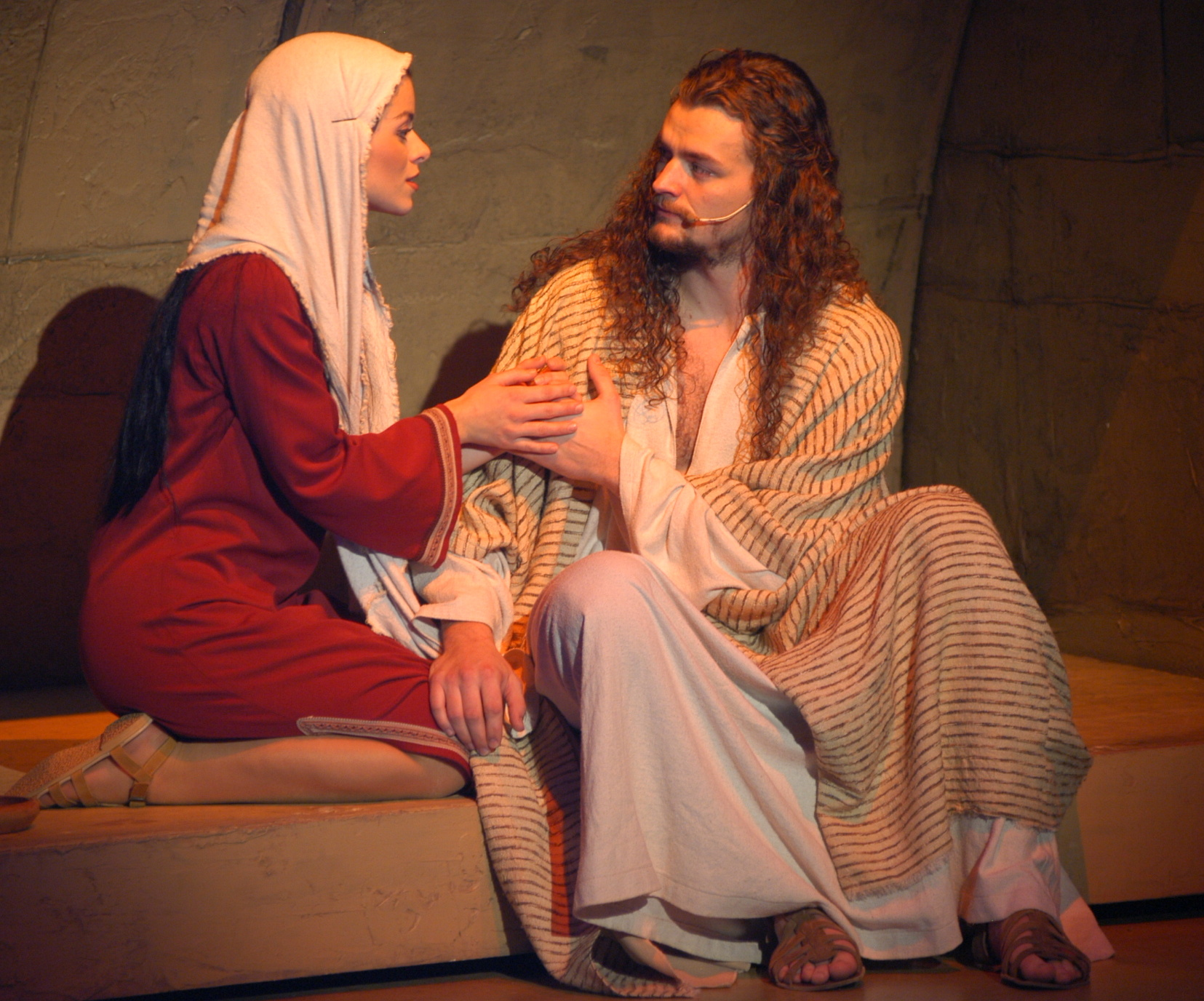
Provedení Městského divadla Brno (Dušan Vitázek a Hana Holišová)

- 1971 Broadway (New York); Vilnius; Budapešť
- 1972 Paříž; Londýn; Sydney
- 1975 Madrid
- 1977 Broadway
- 1984 Madrid
- 1992 Austrálie
- 1994 Praha
- 1996 Londýn revival
- 1998 turné po Británii
- 2000 Broadway revival
- 2001 turné po Británii
- 2002 North Vernon, Indiana, USA
- 2003 turné po Spojených státech
- 2004 turné po Británii
- 2005 turné po Nizozemsku; Brno
- 2006 turné po Španělsku
- 2007 Madrid; Jižní Korea; Portugalsko
- 2008 Island; Švédsko; Anchorage, Aljaška
- 2009 Durham, Severní Karolína; Dundalk, Irsko
- 2010 Praha – Hudební divadlo Karlín
- 2016 Ostrava - Národní divadlo moravskoslezské[1]
- 2021 Uherské Hradiště - Slovácké divadlo[2]

## Filmová zpracování

### Filmové zpracování z roku 1973
Filmové zpracování se odehrává v poušti a při muzikálu se používá moderního oblečení, zbraní a ostatních věcí. Overtura muzikálu hraje při příjezdu autobusu do pouště, kde z něj vystupují herci a vynášejí potřebné doplňky na představení. Při trhu se prodávají kulomety, objevuje se moderní pokladna i papírové peníze. Král Herodes si žije jako v bazénu luxusního hotelu a má k dispozici dokonce i piano. Jidáše překvapují tanky, které se vynoří od horizontu a nad hlavou mu přelétnou dvě stíhačky. Vojáci nechali oštěpy a meče ležet a rovnou sáhli po palných zbraních. Vše se odehrává na ruinách nějakého chrámu nebo snad města (Avdat), zpívá se i na lešení. Ale tato atmosféra dodává muzikálu originalitu a je považována za vynikající[zdroj?].

## Jesus Christ Superstar v Česku
Na začátku 90. let 20. století přeložil Michael Prostějovský libreto muzikálu do češtiny. Muzikál byl pak s velkým úspěchem uváděn v divadle Spirála na pražském Výstavišti (1994–1998). Prostějovského překlad je používán i nadále.

### Pražské divadlo Spirála
Inscenace v divadle Spirála je první českou inscenací muzikálu. Premiéru měla 22. července 1994, sté představení odehráli 1. listopadu 1994 a dvousté 19. února 1995 (z něho byla pořízena živá nahrávka). Obnovená premiéra se konala 5. září 1997 (derniéra původní verze byla 18. července 1997). Do derniéry 28. června 1998 mělo představení celkem 1288 repríz a navštívilo jej více než 850 000 diváků. Hlavní protagonisté byli Kamil Střihavka, Dan Bárta, Martin Skala, Bára Basiková, Bohouš Josef a Vilém Čok. V roli Ježíše alternovali všichni tři prvně jmenovaní.

#### Nahrávky a koncerty
Z inscenace v divadle Spirála vzešly dvě nahrávky. První album obsahuje výběr skladeb nahraný ve studiu, druhé je kompletním záznamem 200. představení.
Skladbu Pilátův sen nazpíval v upravené podobně Dan Bárta na svoje album Entropicture (2003).
Dne 30. října 2002 se konal vzpomínkový koncert nazvaný „5 let po Superstar“ v produkci Stanislava Aubrechta, kde znovu vystoupily největší české hvězdy z tohoto muzikálu (Kamil Střihavka, Dan Bárta, Bára Basiková).
V roce 2008, deset let po derniéře, proběhlo několik koncertů v Hudebním divadle Karlín, kde písně z muzikálu zpívali nejznámější osobnosti z inscenace v divadle Spirála. Koncerty inicioval Ota Balage a navazovaly na obdobné koncerty z let 2000 až 2003 z Prahy, Brna, Pardubic apod. V červnu 2008 proběhlo 6 koncertů, v říjnu pak další tři. Na koncertech také účinkovalo několik hostů, Dasha a Tereza Černochová, taneční skupiny Wings a Dance2x a na červnových koncertech také 4TET.
Z koncertní podoby muzikálu vyšlo CD a DVD Jesus Christ Superstar (2010).
Pravděpodobně světový rekord drží Jindřich Vobořil v počtu odehraných představení v roli velekněze Annáše. Svůj rekord už dnes daleko překonal, protože v téže roli působí i v nové verzi JCS v Hudebním divadle v Karlíně. Navíc se účastnil i všech koncertních provedení JCS v Čechách.

### Městské divadlo Brno
V současnosti v České republice muzikál uvádí Městské divadlo Brno (premiéra: 12. listopadu 2005) v hlavních rolích s Robertem Jíchou, Oldřichem Smyslem nebo Dušanem Vitázkem (Ježíš Nazaretský), Janou Musilovou nebo Ivanou Vaňkovou (Marie Magdalena) a Petrem Gazdíkem nebo Jánem Jackuliakem (Jidáš Iškariotský). Představení zatím mělo 219 repríz. S tímto představením hostovalo mj. i v Praze na Výstavišti, v divadle GoJa Music Hall (dříve Pyramida) naproti divadlu Spirála.
Městské divadlo Brno zároveň 19. června 2008 představilo koncertní verzi muzikálu v anglickém jazyce.

### Hudební divadlo Karlín
V Praze se 11. listopadu 2010 konala obnovená premiéra v Hudebním divadle Karlín. V hlavních rolích účinkují: Střihavka, Václav Noid Bárta (Ježíš Kristus) Václav Noid Bárta, Jan Toužimský (Jidáš), Bára Basiková, Dasha (Marie Magdalena), Pavel Polák, Václav Noid Bárta (Pilát), Ondřej Brzobohatý nebo Jiří Korn (Héródés), Lukáš Hynek Krämer nebo Radek Seidl (Kaifáš) a Jindřich Vobořil nebo Jaroslav Klein jako Annáš.

### Divadlo Jiřího Myrona Ostrava
První uvedení v Ostravě se uskutečnilo 17. března 2016 v Divadle Jiřího Myrona v režii Jiřího Nekvasila. V hlavních rolích hrají Peter Cmorik nebo Lukáš Vlček, Lukáš Adam nebo Roman Tomeš, Hana Fialová nebo Vendula Příhodová nebo Martina Šnytová.

### Divadlo Josefa Kajetána Tyla Plzeň
Své inscenace se dočkala koncem roku 2023 i Plzeň, premiéru nové české verze nejslavnější rockové opery všech dob uvedli v sobotu 2. prosince 2023 na Nové scéně Divadla Josefa Kajetána Tyla v režii Lumíra Olšovského. V hlavních rolích účinkují: Pavel Režný nebo Pavel Klimenda (Ježíš), Lukáš Ondruš nebo Dušan Kraus (Jidáš), Charlotte Režná nebo Natálie Dvořáková (Maří Magdaléna), Pavel Klečka (Pilát), Jan Holík (Herodes), Jan Fraus (Kaifáš), Radim Flender (Annáš).
Speciálně byla pojata výtvarná stránka inscenace, kdy scénograf Dave Benson umístil příběh do časově nedefinovaného prostoru s industriálními konstrukcemi, videoprojekcemi a obrazovkami. Ježíš tak během představení ovládá tablet nebo scéna jeho odsouzení Pilátem je v působivých detailech přenášena ze smartphonu na obrazovky.

### Koncertní představení
Fragmenty této rockové opery hraje v koncertní podobě skupina Tábor Superstar Band. Jedná se o seskupení renomovaných táborských hudebníků, které vzniklo v roce 2004. Představitelem Ježíše Nazaretského je v tomto projektu Josef Dušek. Tato kapela vydala svou verzi muzikálu na demo CD nahraném v prosinci 2006.
Písničku Hosanna má ve svém koncertním repertoáru také vokální skupina 4TET, píseň Co na tom je tak zlého nazpívala i Monika Absolonová (Muzikálové album, 2010). Tutéž píseň, ale v překladu Pavla Cmírala jako Já, Máří Magdaléna, nazpívala i Helena Vondráčková na The Broadway album (1993), v originále i na anglickou verzi alba.